# برگنهوزن
برگنهوزن (به آلمانی: Bergenhusen) یک شهر در آلمان است که در اشلسویگ-فلنسبورگ واقع شده‌است. برگنهوزن ۶۸۰ نفر جمعیت دارد.